# Astroworld
Astroworld (estilizado em letras maiúsculas) é o terceiro álbum de estúdio do rapper norte-americano Travis Scott. Seu lançamento ocorreu em 3 de agosto de 2018, por intermédio da Cactus Jack Records, Epic Records e Grand Hustle Records. O álbum conta com a participação de Kid Cudi, Frank Ocean, Drake, The Weeknd, James Blake, Swae Lee, Gunna, Philip Bailey, Nav, 21 Savage, Quavo, Takeoff, Juice Wrld, Sheck Wes, Don Toliver e outros.
Promovido por intermédio de quatro singles, "Butterfly Effect", "Sicko Mode", "Yosemite" e Wake Up, recebeu aclamação crítica e bom desempenho comercial. Na Billboard 200 dos Estados Unidos, o álbum estreou com 537 000 cópias, sendo 270 000 puras. No país, foi certificado com disco de platina pela Recording Industry Association of America (RIAA). Recebeu indicação ao Grammy Awards de 2019 como Melhor Álbum de Rap; "Sicko Mode" recebeu indicações para Melhor Performance de Rap e Melhor Canção de Rap.

## Lista de faixas
Os créditos foram adaptados do Tidal e do BMI.
| N.º | Título                  | Compositor(es) | Produtor(es)                                                                           | Duração |  |
| 1.  | "Stargazing"            | Jacques Webster, Sonny Uwaezuoke, Brandon Korn, Brandon Whitfield, Samuel Gloade, Cydel Young, Jamie Lepe, Michael Dean, Lamont Porter                                                                                      | Sonny Digital, B Wheezy, Bkorn, 30 Roc, Travis Scott[B], Mike Dean[B], Allen Ritter[B] | 4:31    |  |
| 2.  | "Carousel"              | Webster, Christopher Breaux, Chauncey Hollis, Rick Rubin, Adam Horovitz, Adam Yauch, Michael Diamond | Hit-Boy, Rogét Chahayed[A], Dean[B]                                                    | 3:00    |  |
| 3.  | "Sicko Mode"            | Webster, Aubrey Graham, Khalif Brown, John Hawkins, Hollis, Ozan Yildirim, Young, Tim Gomringer, Kevin Gomringer, Mirsad Dervic, Chahayed, Brytavious Chambers, Dean                                                        | Hit-Boy, OZ, Tay Keith, Cubeatz, Chahayed                                              | 5:12    |  |
| 4.  | "R.I.P. Screw"          | Webster, Brown, Trocon Roberts, Jr., Dean, Blair Lavigne | FKi 1st, Travis Scott, Dean[B]                                                         | 3:05    |  |
| 5.  | "Stop Trying to Be God" | Webster, James Litherland, Dean, K. Gomringer, T. Gomringer, Joshua Adams | Travis Scott, J Beatzz, Dean, Cubeatz[B]                                               | 5:38    |  |
| 6.  | "No Bystanders"         | Webster, Khadimoul Fall, Jarad Higgins, Ebony Oshunrinde, Dean, Bryan Simmons, Young, Björk Guðmundsdóttir, Sigurjón Sigurdsson, Ricky Dunigan, Jordan Houston, Lola Mitchell, Darnell Carlton, Robert Phillips, Flip Gezin | WondaGurl, Dean, David Stromberg[B]                                                    | 3:38    |  |
| 7.  | "Skeletons"             | Webster, Dean, Abel Tesfaye, Kevin Parker, Pharrell Williams, Kanye West, Reine Fiske | Tame Impala, Travis Scott[B]                                                           | 2:25    |  |
| 8.  | "Wake Up"               | Webster, Tesfaye, Adam Feeney, Rupert Thomas, Jr., | Frank Dukes, Sevn Thomas, Wallis Lane, John Mayer[A]                                   | 3:52    |  |
| 9.  | "5% Tint"               | Webster, Roberts, Jr., Dean, Rico Wade, Patrick Brown, Raymon Murray, Cameron Gipp, Willie Knighton, Robert Barnett, Thomas Callaway                                                                                        | FKi 1st, Dean[B]                                                                       | 3:16    |  |
| 10. | "NC-17"                 | Webster, Shayaa Abraham-Joseph, Matthew Samuels, Johnny Stefene, T. Gomringer, K. Gomringer, Ritter, Dean | Boi-1da, Cubeatz, Ritter[B], Dean[B]                                                   | 2:37    |  |
| 11. | "Astrothunder"          | Webster, Feeney, Stephen Bruner, Mayer, Matthew Tavares, Tommy Paxton-Beesley | Travis Scott, Frank Dukes, Thundercat, Mayer, Matty[B], River Tiber[B], Vegyn[B]       | 2:23    |  |
| 12. | "Yosemite"              | Webster, Sergio Kitchens, Navraj Goraya, June James, Chandler Durham, Ramiro Morales | James, Turbo[A], Ramy[A]                                                               | 2:30    |  |
| 13. | "Can't Say"             | {Webster, Dean, Uwaezuoke, Feeney, Caleb Toliver, Oshunrinde, James Cyr | WondaGurl, London Cyr[A], Dean[B]                                                      | 3:18    |  |
| 14. | "Who? What!"            | Webster, Ronald LaTour, Gloade, Quavious Marshall, Kirshnik Ball, Feeney, Porter, Brock Korsan | Cardo, 30 Roc                                                                          | 2:56    |  |
| 15. | "Butterfly Effect"      | Webster, Shane Lindstrom, Donald Paton | Murda Beatz, Felix Leone[A]                                                            | 3:11    |  |
| 16. | "Houstonfornication"    | Webster, Thomas, Jr., N. Jahanbin, P. Jahanbin | Sevn Thomas, Wallis Lane                                                               | 3:38    |  |
| 17. | "Coffee Bean"           | Webster, Young, Anthony Jefferies, Timothy Suby, Dean | Nineteen85, Tim Suby[A], Dean[B]                                                       | 3:29    |  |

Notas
A  - denota co-produtores
B  - denota produtores adicionais
- Todas as faixas são estilizadas em letras maiúsculas
- "Carousel" contém vocais de Frank Ocean e vocais não creditados de Big Tuck
- "Sicko Mode" contém vocais de Drake e vocais adicionais de Swae Lee e Big Hawk
- "R.I.P. Screw" contém vocais de Swae Lee
- "Stop Tryin to Be God" contém vocais de Philip Bailey e James Blake e vocais adicionais de Kid Cudi e BJ the Chicago Kid
- "No Bystanders" contém vocais de Sheck Wes e vocais adicionais de Juice Wrld
- "Skeletons" contém vocais de Tame Impala e vocais adicionais de The Weeknd e Pharrell Williams
- "Wake Up" contém vocais de The Weeknd
- "NC-17" contém vocais de 21 Savage
- "Yosemite" contém vocais de Gunna e vocais adicionais de Nav
- "Can't Say" contém vocais de Don Toliver
- "Who? What!" contém vocais de Quavo e Takeoff

Créditos de demonstração
- "Carousel" contém uma demonstração de "The New Style", interpretada por Beastie Boys, escrita por Rick Rubin, Adam Horovitz, Adam Yauch e Michael Diamond.
- "Sicko Mode" contém uma demonstração de "I Wanna Rock", interpretada por Luke, escrita por Luther Campbell, Harry Wayne Casey e Richard Finch; e "Gimme the Loot", interpretada por The Notorious B.I.G., escrita por Christopher Wallace, Osten Harvey, Bryan Higgins, Trevor Smith, James Jackson, Malik Taylor, Keith Elam, Christopher Martin, Kamaal Fareed, Ali Shaheed Jones-Muhammad, Tyrone Taylor, Fred Scruggs, Kirk Jones e Chylow Parker.
- "No Bystanders" contém uma demonstração de "Jóga", interpretada por Björk, escrita por Björk Guðmundsdóttir e Sigurjón Sigurdsson; e excertos de "Tear Da Club Up", esrita por Paul Beauregard, Ricky Dunigan, Jordan Houston, Lola Mitchell, Darnell Carlton e Robert Phillips.
- "5% Tint" contém uma demonstração de "Cell Therapy", interpretada por Goodie Mob, escrita por Rico Wade, Patrick Brown, Ray Murray, Cameron Gipp, Willie Knighton, Jr. e Robert Barnett.
- Referências

1. ↑   https://www.riaa.com/gold-platinum/?tab_active=default-award&se=Astroworld#search_section Em falta ou vazio |título= (ajuda)
2. ↑  «Travis Scott Says He's "Locked In" Working On "AstroWorld"». HotNewHipHop. 6 de março de 2018. Consultado em 30 de julho de 2018
3. ↑  «Travis Scott's 'Astroworld' Is Slated to be Released in the First Quarter of 2018». The Source. 6 de janeiro de 2018. Consultado em 12 de julho de 2018
4. ↑  «Travis Scott Heads to Hawaii to Finish 'Astroworld' Album». XXL. 13 de julho de 2018. Consultado em 15 de julho de 2018
5. ↑  «Travis Scott Assembles Supergroup of Artists and Producers in Hawaii to Finish 'AstroWorld'». Complex. 12 de julho de 2018. Consultado em 15 de julho de 2018
6. ↑  Caulfield, Keith (12 de agosto de 2018). «Travis Scott's 'Astroworld' Bows at No. 1 on Billboard 200 Chart With Second-Largest Debut of 2018». Billboard. Consultado em 12 de agosto de 2018
7. ↑  Variety Staff (10 de fevereiro de 2019). «2019 Grammys Winners List». Variety. Consultado em 10 de fevereiro de 2019
8. ↑  Astroworld (CD liner notes). Travis Scott. Epic Records. 2018. 88362-5
9. ↑  «ASTROWORLD / Travis Scott on TIDAL». Tidal. Consultado em 3 de agosto de 2018
10. ↑  «BMI | Repertoire Search». BMI. Select "TITLE", type "Song" in the search engine, and click "Search". Consultado em 8 de maio de 2019